# Diesdorf
Diesdorf es un municipio situado en el distrito de Altmark-Salzwedel, en el estado federado de Sajonia-Anhalt (Alemania), a una altitud de 56 metros. Su población a finales de 2015 era de unos 2400 habitantes y su densidad poblacional, 24 hab/km².